# روساريا كونسول
روساريا كونسول (بالإيطالية: Rosaria Console)‏ والمعروفة باسم روزالبا (بالإيطالية: Rosalba)‏ وهي عدائة مسافات طويلة وماراثون إيطالية ولدت في يوم 17 ديسمبر 1979 في بلدة مارتينا فرانكا في إيطاليا، أبرز إنجازاتها كان تحقيقها للميدالية الذهبية في دورو الألعاب الجامعية 1999 في بالما في إسبانيا في سباق نصف الماراثون، كما فازت بميداليتين فضيتين في ألعاب البحر الأبيض المتوسط 2005 في ألميريا في إسبانيا في سباق الماراثون وبميدالية أخرى في دورة 2009 في بسكارا في إيطاليا.

## روابط خارجية
- روساريا كونسول على موقع الاتحاد الدولي لألعاب القوى (الإنجليزية)
- روساريا كونسول على موقع الاتحاد الإيطالي لألعاب القوى (الإيطالية)
- روساريا كونسول على موقع أوليمبيديا (الإنجليزية)